# Château de Stors
Le château de Stors est un château français du XVIIIe siècle situé au hameau de Stors sur la commune de L'Isle-Adam dans le département du Val-d'Oise et la région d'Île-de-France, sur les coteaux de la vallée de l'Oise (rive gauche).
Le domaine, qui s'étend sur les communes de L'Isle-Adam et de Mériel, est inclus dans le site classé de la vallée de Chauvry. Au XIXe siècle, il s'étendait jusque sur l'autre rive de la rivière, le potager se trouvant sur le territoire de ce qui est aujourd'hui la commune de Butry-sur-Oise.
Construit au début du XVIIIe siècle et embelli par Pierre Contant d'Ivry pour le prince de Conti, le château a été sévèrement endommagé par un bombardement durant la Seconde Guerre mondiale.

## Historique

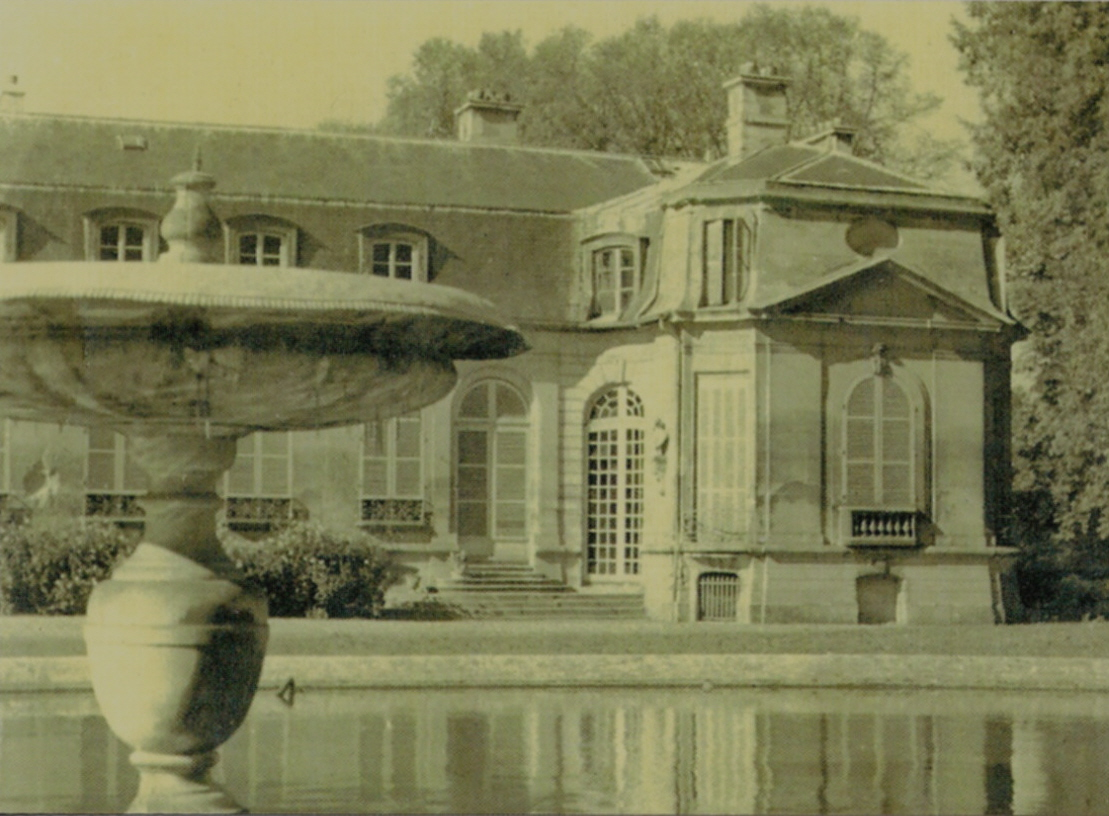
Aile nord du château de Stors, vers 1900. Détruite par le bombardement aérien du 18 août 1944.

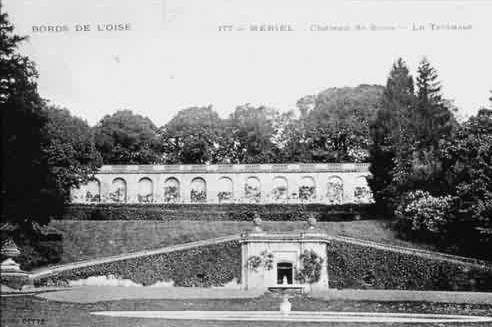
Les terrasses du parc de Stors, carte postale, vers 1900.

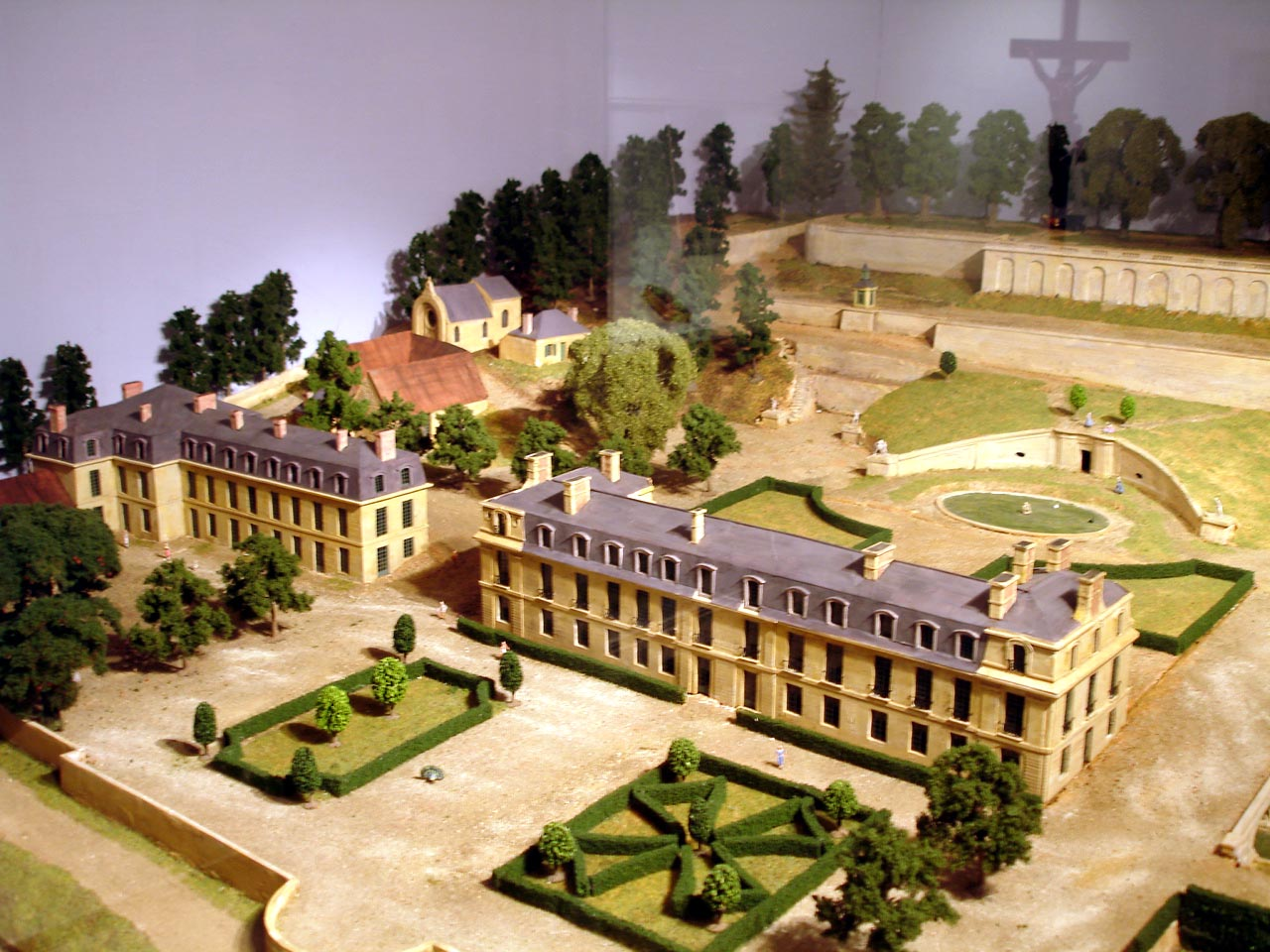
Maquette du château de Stors au musée Louis-Senlecq. Le château survivant est le bâtiment à droite. Les communs ont changé d'aspect également, et la maison à droite de la chapelle a disparu.

Un domaine est mentionné à Stors en 1093. Une chapelle y est construite au XIIe siècle. Un château fort, construit sur le coteau, est attesté dès le XIVe siècle et il est habité en 1435 par Jean de Saint-Benoit.
Décrit au XVIe siècle comme un hôtel seigneurial à quatre travées couvert de tuiles avec des murs en pierre de taille, ce château est reconstruit en bas du coteau, près de la rivière, à l'emplacement du château actuel, par Denis Duval, notaire et secrétaire du roi, et son fils Jean (†1547), trésorier de l'épargne de François Ier. Ils conservent certains éléments d'un bâti ancien et édifient une construction à deux niveaux, cantonnée de pavillons latéraux, et à haute toiture.
Les Duval sont des proches du roi Charles IX et de Catherine de Médicis. Le fils de Jean Duval, René, conseiller d'Henri III, épouse Madeleine de L'Aubespine de Verderonne, qui fait rebâtir et agrandir la chapelle où son cœur sera déposé  en 1624 (plaque funéraire en marbre conservée). Celle-ci, veuve en 1595 et sans postérité, lègue Stors à son neveu, Charles de L'Aubespine de Verderonne, qui, devenu propriétaire en 1624, agrandit le domaine et restaure la chapelle.
L'édifice actuel est construit au début du XVIIIe siècle sur les fondations de l'ancien château, peut-être vers 1718 à l'occasion du premier mariage de son arrière-petit-fils, Étienne Louis de L’Aubespine (1691-1768), marquis de Verderonne, avec Françoise de Grolée de Viriville (1691-1754). L'architecte en est inconnu.
Une tradition l'a longtemps identifié à Jules Hardouin-Mansart (1646-1708), mais les dates rendent cette attribution improbable. On a avancé sans preuves le nom de Jean Aubert (1680-1741), architecte attitré de la maison de Condé, actif dans la région à Chantilly et à Chaalis. On pourrait également citer Germain Boffrand (1667-1754), neveu, élève et collaborateur de Mansart.
Sans héritier, le marquis de Verderonne vend progressivement tous ses biens dans la région. Le 26 juillet 1746, Louis François de Bourbon-Conti, prince de Conti, qui souhaite agrandir son domaine de L'Isle-Adam où il se retire alors définitivement, se rend acquéreur pour la somme de 700 000 livres des trois seigneuries de Villiers-Adam, Stors et Marangle ; Stors, avec quelques terres alentour, est compté pour 150 000 livres dans cette transaction.
Pour embellir le château dont il veut faire "la villégiature de ses favorites" et créer un jardin à la mode, le prince de Conti fait appel à son architecte attitré Pierre Contant d'Ivry. Stors devient la résidence de ses maîtresses successives, d'abord Mme Panneau d'Arty puis, après la mort de celle-ci en 1765, la comtesse de Boufflers.
En 1783, le château, comme le reste des propriétés du dernier prince de Conti, Louis François Joseph de Bourbon-Conti, est vendu au futur Louis XVIII sous réserve d'usufruit. Il est confisqué comme bien national à la Révolution française mais ne subit aucun vandalisme.
En revanche, les parties hautes sont sérieusement endommagées par l’ouragan du 8 pluviôse an II (27 janvier 1794) et le château se dégrade rapidement jusqu’à son rachat, démeublé, par l’avocat et riche commissionnaire des guerres « proche de Masséna et du Premier Consul » Isaac Ardant en 1798. Ardant y apporte une partie du mobilier du château de Louveciennes tandis que son épouse, passionnée de botanique  - comme Joséphine de Beauharnais - y fait venir « des essences rares d'Amérique ».
En 1838 (ou 1831), leur fille, épouse du docteur Kapeler, revend la propriété à François Christophe Edmond Kellermann (1802-1868), 3e duc de Valmy, député royaliste de Toulouse, qui y entreprend d'importants travaux (remaniement du pignon Nord du château, réfection de l'attique et aménagement du grand perron donnant sur l'Oise).
Du fait de revers de fortune, le duc revend le domaine en 1861 (ou 1851) au riche négociant en textile Casimir Cheuvreux, juge au tribunal de Commerce de la Seine, qui y reçoit écrivains et hommes d'État. Léon Say, co-directeur du Journal des Débats, neveu de M. et Mme Cheuvreux, s'y retire pour préparer ses discours. Le domaine, considérablement agrandi par les Cheuvreux, s'étend alors sur 150 hectares.
En 1893, par transmission familiale le domaine passe à Lannes de Montebello, qui y recevra des membres de la famille Romanov, dont le Grand Duc Alexis (1850-1908), frère d'Alexandre III. À cette époque, le château abrite, outre plusieurs souvenirs du maréchal Lannes, dans une enfilade de salons ornés stucs de boiseries et de parquet « Versailles », un mobilier luxueux (tapisseries de Beauvais, meubles estampillés, collections d'orfèvrerie, sculptures et tableaux, dont des œuvres modernes de Paul Baudry et de Jules Dupré).
En 1912, Louis de Montebello, qui résidait l'été à Stors, meurt à Mériel.
En 1944, les bombardements alliés détruisent l'aile Nord du château et l'exploitation agricole qui se trouvait sur le domaine. Pillé et vandalisé à partir de 1983, il tombe progressivement en ruine au point d'être menacé de démolition dans les années 1990.
Les restes de l'édifice ainsi qu'une partie du parc sont rachetés en 1999 par un couple de passionnés, les Capdevielle, et en 2001, les terrasses, les kiosques, et le bassin sont inscrits à l'Inventaire supplémentaire des Monuments Historiques; un chantier européen est lancé à l'été 2002.
Quelques scènes du film Les Aristos, réalisé par Charlotte de Turckheim, ont été tournées au château (2006).
Fin 2019, une princesse issue de la famille royale du Qatar a racheté l'ensemble du domaine, dans le but de le restaurer à l'identique d'avant la Seconde Guerre mondiale.

## Description
Le domaine comporte plusieurs bâtiments distincts :
Restes du château-Mansart (XVIIIe-XIXe siècle) : aile Sud, beau perron central donnant sur les jardins, escalier à révolution vers l'Oise. Entièrement en pierre de taille, le château est d'une qualité d'exécution à la hauteur des plus belles résidences de campagne dessinées dans les grandes agences d'architecture parisiennes du début du XVIIIe siècle, ce qui a paru justifier aux yeux de certains l'attribution à celle du Premier architecte du Roi Jules Hardouin-Mansart;
Les importants communs construits vers 1840 viennent d'être restaurés[Quand ?] (actuel pavillon Valmy);
Dans les jardins, la double terrasse monumentale du XVIIIe siècle est attribuée à Pierre Contant d'Ivry; il s'agit d'un véritable théâtre de pierre et de verdure dominant le château et l'Oise. La terrasse et ses salles souterraines sont inscrites depuis 2001 à l'Inventaire supplémentaire des monuments historiques ainsi que le bassin elliptique, et les deux petits pavillons restaurés par Louis-Charles Boileau dans le style de la pagode de Chanteloup. Quant au parc paysager, qui comprenait plusieurs pièces d'eau et de nombreuses fabriques aujourd'hui disparues, il aurait été créé par Louis-Sulpice Varé, très actif dans la région de l'Isle-Adam; 
La chapelle paroissiale Sainte-Madeleine, édifiée au XIIe siècle pour les habitants du hameau de Stors, a été reconstruite entre 1564 et 1574 par René Duval, seigneur de Stors. Sous les Conti, le culte y est desservi par les Joséphites. La remarquable façade à oculus du XVIIIe siècle est attribuée à Pierre Contant d'Ivry. L'édifice est très remanié au début du XIXe siècle à la demande du troisième duc de Valmy, et aménagé intérieurement sous le Second Empire. On y trouvait notamment la réplique du mausolée de Louise Cheuvreux, inhumée à l'église Saint-Louis-des-Français de Rome. Déjà endommagée durant la Seconde Guerre mondiale, la chapelle fut partiellement détruite par la chute d'un arbre et tomba en ruine. Elle vient d'être restaurée dans le cadre d'une opération de mécénat (Fondation du patrimoine, Fondation Maxime Goury-Laffont, association de Sauvegarde de Stors); 
À 800 mètres du château, sur la commune de Mériel, le moulin de Stors ou moulin Perrot (XVIe siècle), a été transformé pour les Cheuvreux et les Lannes de Montebello en gentilhommière dans le style troubadour. Les travaux furent menés par Louis-Charles Boileau qui s'inspira des décors de Chenonceau pour les intérieurs. Ce manoir est entouré d'un beau parc à l'anglaise. L'étang, disparu au cours du XXe siècle, a laissé place à des marais constituant un biotope exceptionnel en Île-de-France; 
Sur le domaine se trouve également l'ancienne maison (XVIIe siècle) des passeurs, chargés du service de bac sur la rivière, dite Tournebride, appellation due au fait que les équipages devaient tourner ici pour emprunter le bac. La maison abritait également une auberge. La toiture et la charpente ont brulé en décembre 2017.

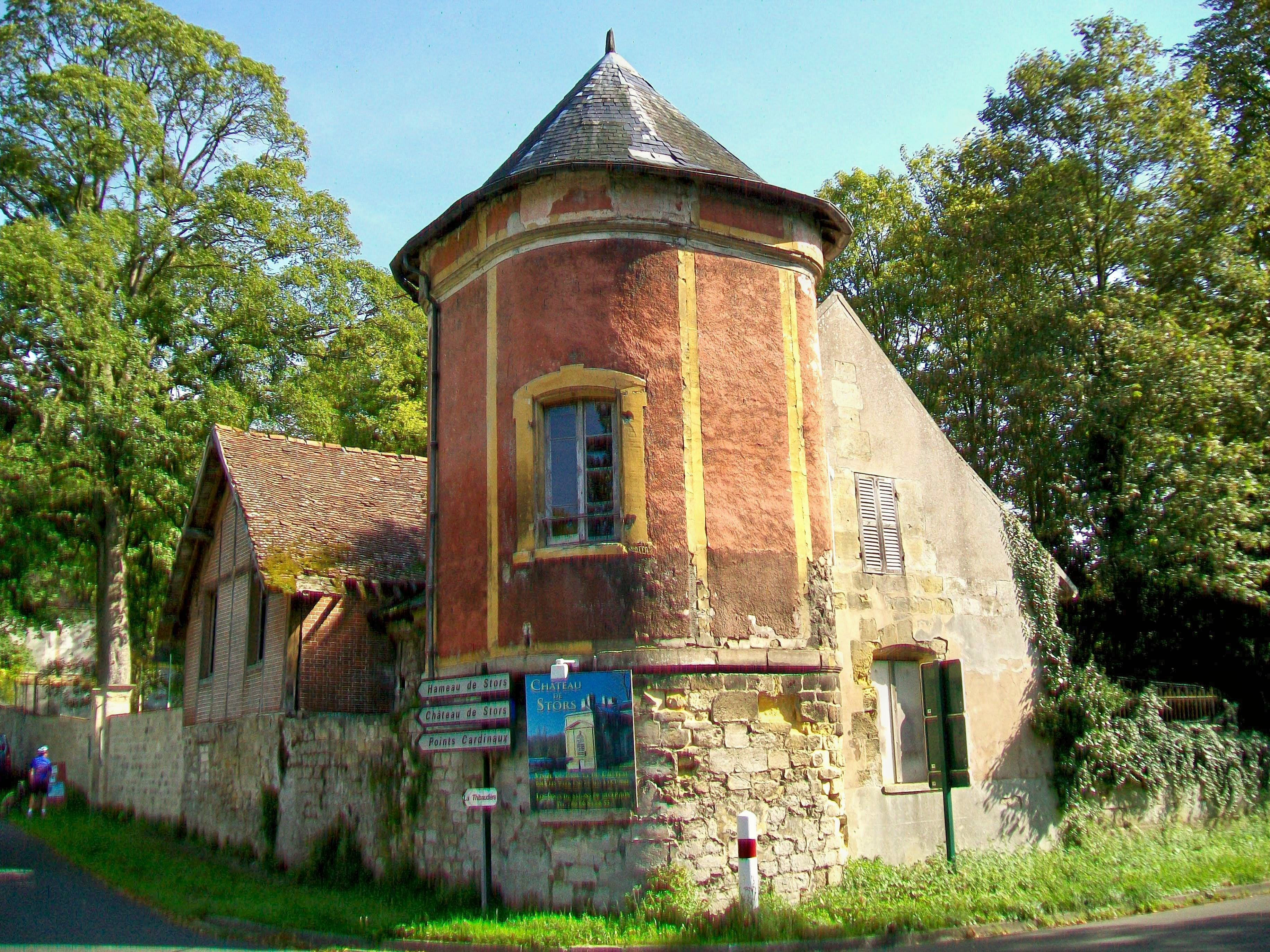
L'ancienne auberge « Au Tourne-Bride ».
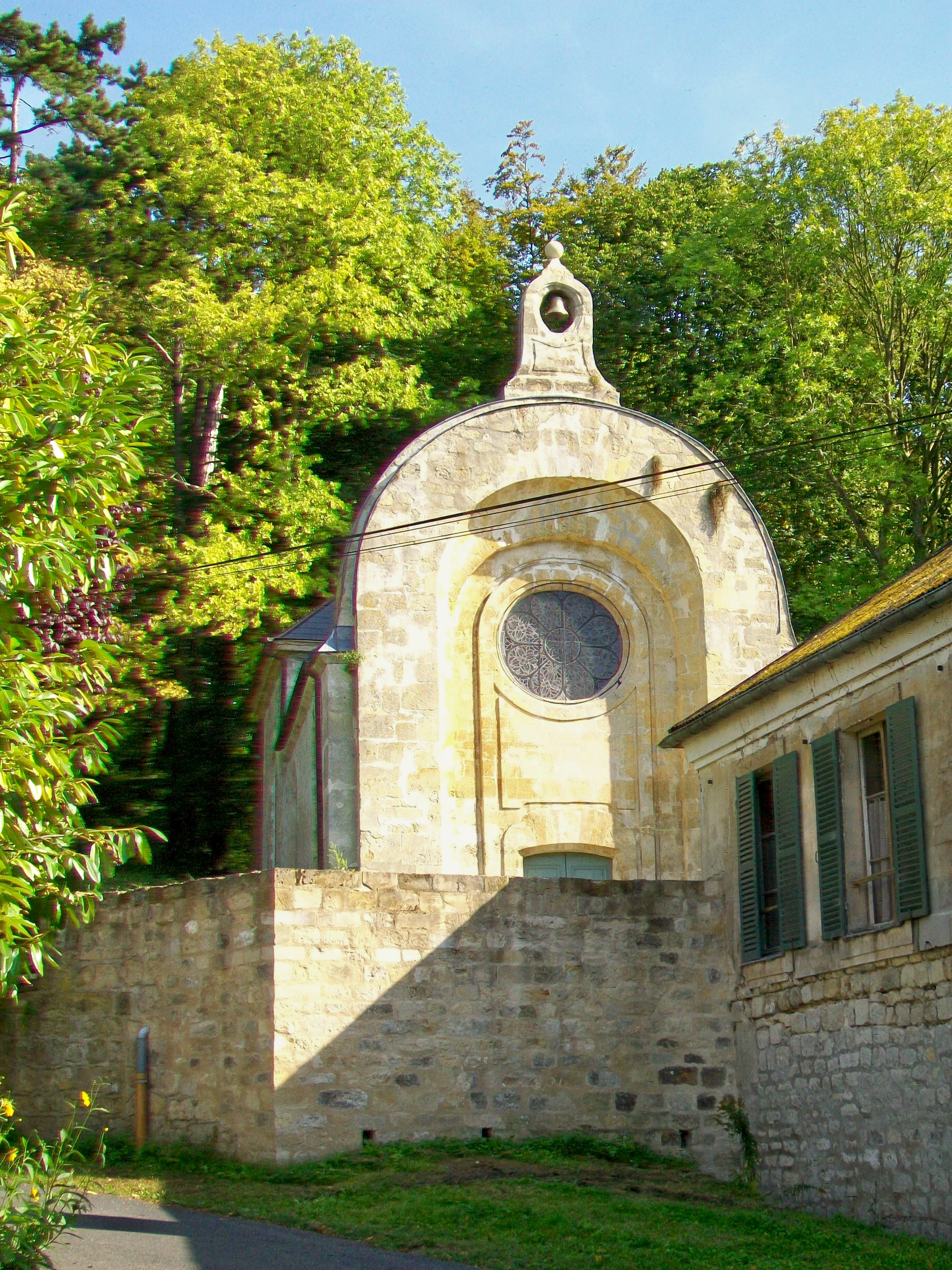
La chapelle de Stors après son entière restauration.
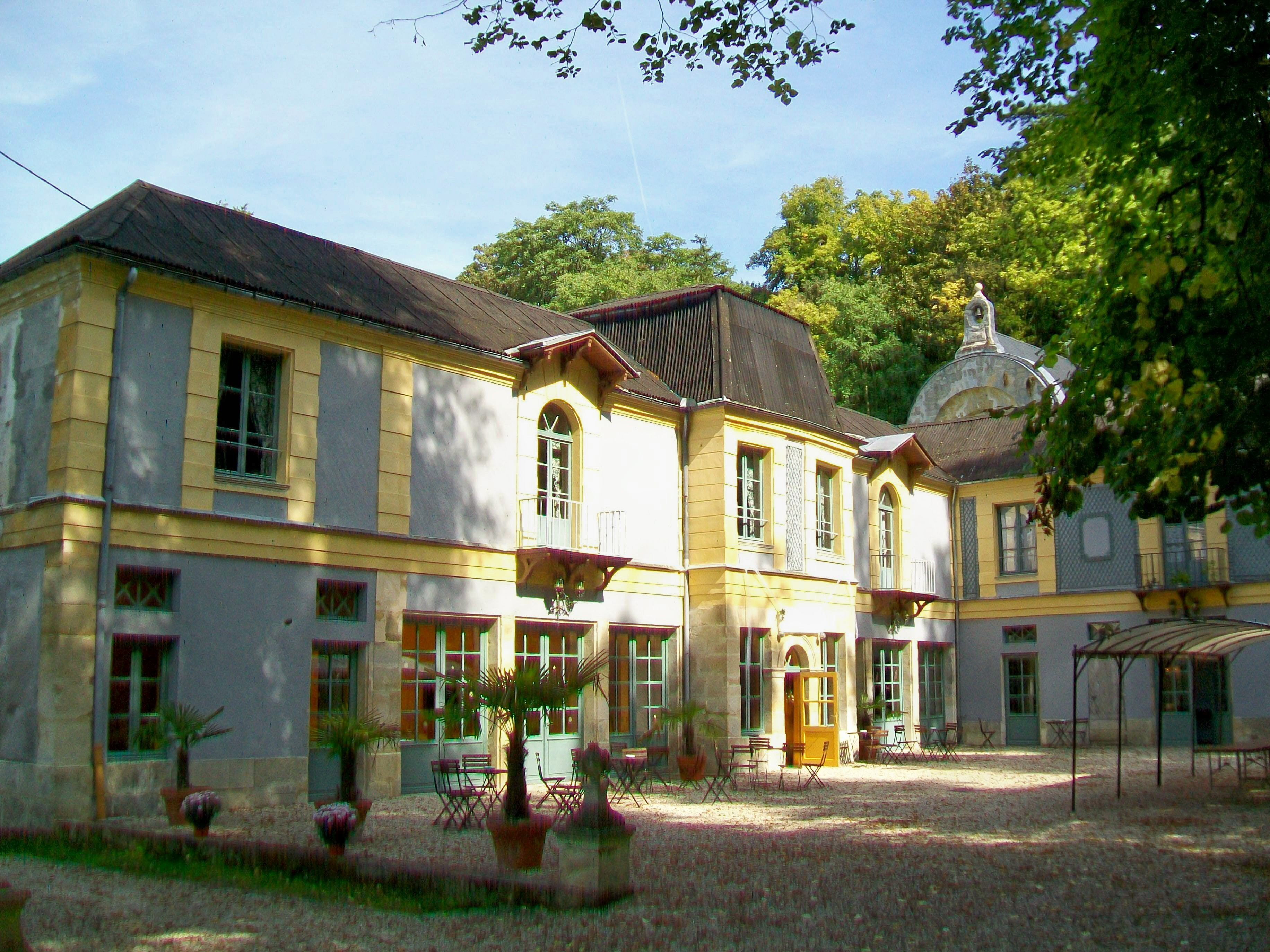
Les dépendances ou « pavillon Valmy ».
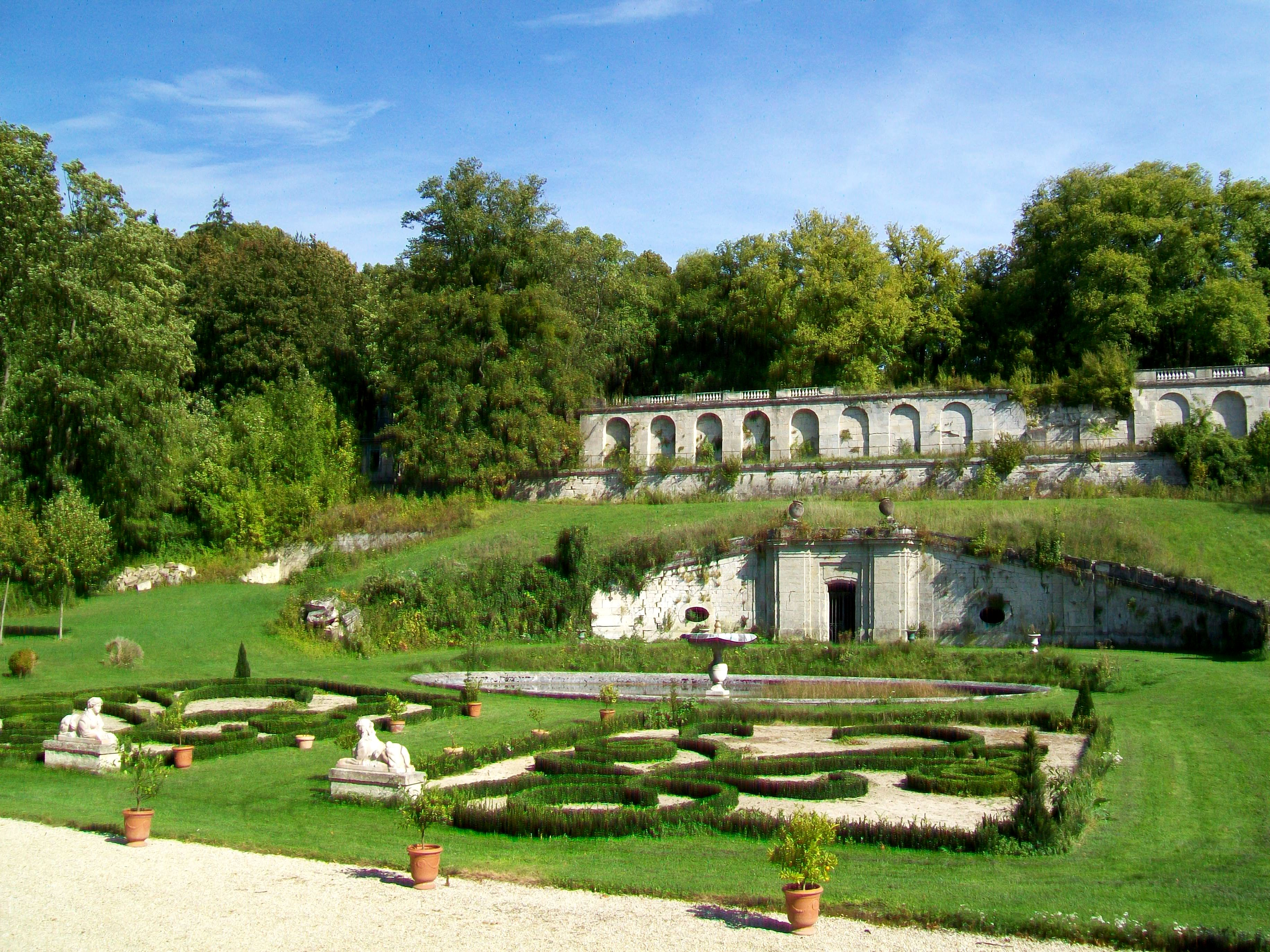
Les parterres et les deux terrasses.
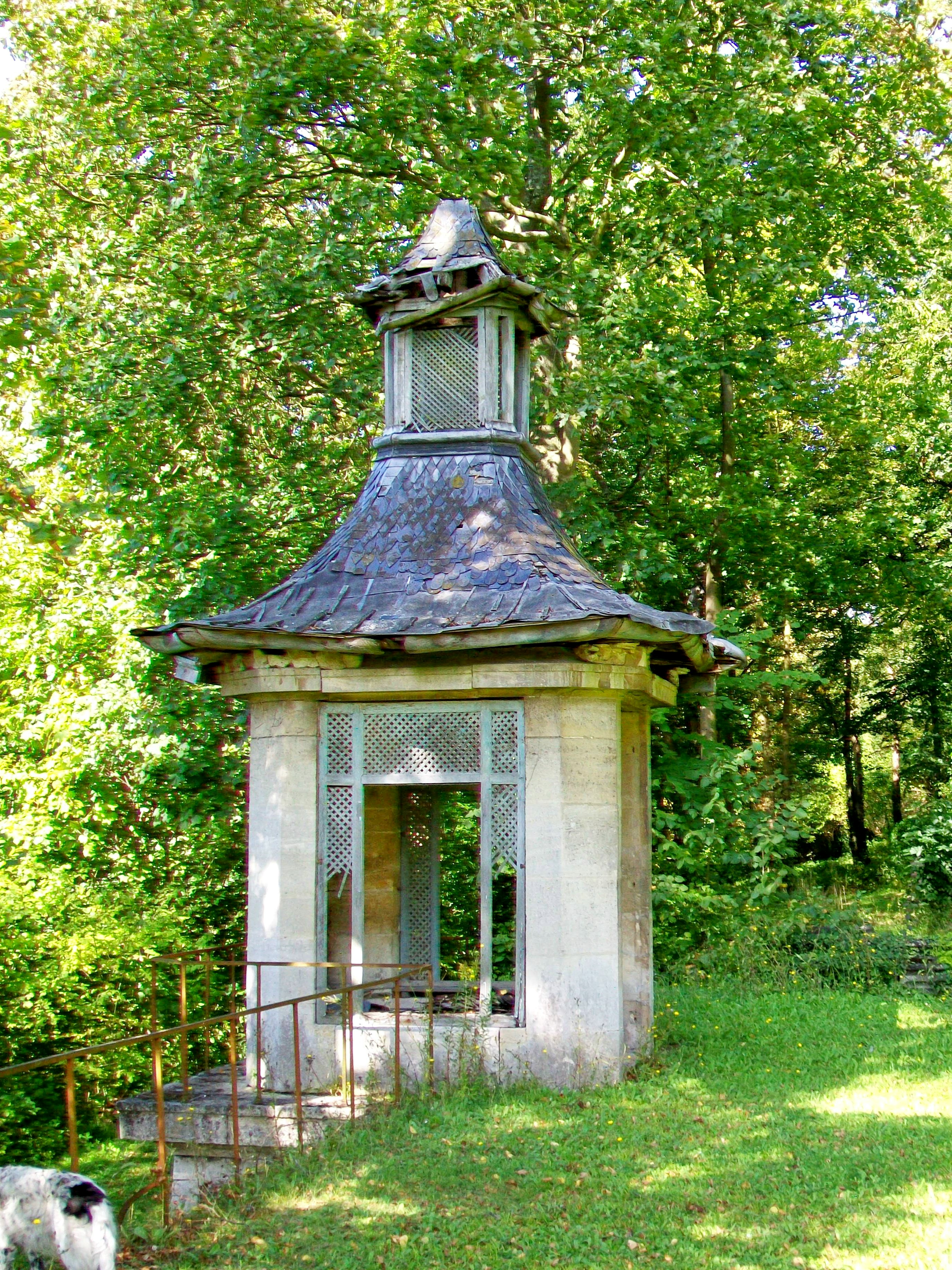
Le petit pavillon chinois au nord.